# Śniaty (Grande-Pologne)
Pour les articles homonymes, voir Śniaty.
Śniaty (prononciation : [ˈɕɲatɨ]) est un village polonais de la gmina de Wielichowo dans le powiat de Grodzisk Wielkopolski de la voïvodie de Grande-Pologne dans le centre-ouest de la Pologne.
Il se situe à environ 6 kilomètres au sud-est de Wielichowo (siège de la gmina), à 17 kilomètres au sud de Grodzisk Wielkopolski (siège de la gmina et du powiat) et à 50 kilomètres au sud-ouest de Poznań (capitale régionale).

## Histoire
De 1975 à 1998, le village faisait partie du territoire de la voïvodie de Poznań.

Depuis 1999, Śniaty est situé dans la voïvodie de Grande-Pologne.
Le village possède une population de 658 habitants en 2009.